# Ghiacciaio Prebble
Il ghiacciaio Prebble è un ghiacciaio tributario lungo circa 17 km situato sulla costa di Shackleton, all'interno della regione sud-occidentale della Dipendenza di Ross, nell'Antartide orientale. Il ghiacciaio, il cui punto più alto si trova a circa 2400 m s.l.m., fluisce verso ovest partendo dal versante sud-occidentale dell'altopiano Grindley, nei monti della Regina Alessandra, e scorrendo fino a entrare nell'estremità settentrionale del nevaio Walcott, poco a sud del picco Lamping e del ghiacciaio Wyckoff.

## Storia
Il ghiacciaio Prebble è stato scoperto durante la spedizione Nimrod (conosciuta anche come spedizione antartica britannica 1907-09), condotta dal 1907 al 1909 e comandata da Ernest Henry Shackleton, ma è stato così battezzato solo in seguito dalla squadra settentrionale di una spedizione neozelandese di ricerca antartica svolta nel 1961-62 in onore di Michael Prebble, membro della squadra di supporto al campo base che aiutò la squadra nella preparazione e nell'allenamento.